# China (album)
China is een studioalbum uit 1979 van Vangelis, zijn vijfde 'artiestenalbum' onder die naam. Het is het eerste album dat Vangelis opnam voor Polydor. Dit had mede tot gevolg dat de geluidskwaliteit van de albums verbeterde, terwijl de muziek toch was opgenomen in dezelfde Nemo Studios als waar de albums voor RCA Records werden opgenomen. China is een uiting van Vangelis' liefde voor oude culturen, die hij in die jaren ontwikkelde. Hij gebruikte op dit conceptalbum meer Chinese percussieklanken al dan niet ontlokt aan de daadwerkelijke muziekinstrumenten of de nabootsing van de synthesizer. Het originele album ging in sommige gevallen gepaard met een boekwerkje over China, dit terwijl Vangelis naar eigen zeggen toen nog niet in dat land was geweest. Dat Vangelis een album maakte met China als thema is op zichzelf opmerkelijk. Hij protesteerde met eerdere albums tegen het Kolonelsregime in Griekenland en voor meer vrijheid in Frankrijk (1968) met het album Fais que ton rêve soit plus long que la nuit.

## Musici
Voor dit album schakelde Vangelis ook andere musici in.
- Vangelis – synthesizers, percussie, Chinese fluiten/tokkelinstrumenten
- Michel Ripoche – viool (4)
- Yeung Hak-Fun; Koon Fook Man – spreekstemmen (6)

## Tracklist
De openingstitel heeft een te lange tijdsduur meegekregen op de sleeve van de compact disc-uitgave.

| Nr. | Titel                                       | Duur  |
| --- | ------------------------------------------- | ----- |
| 1.  | Chung Kuo (foute tijdsaanduiding 5:31)      | 1:43  |
| 2.  | The Long March (foute tijdsaanduiding 2:01) | 5:50  |
| 3.  | The Dragon                                  | 4:06  |
| 4.  | The Plum Blossom                            | 2:30  |
| 5.  | The Tao of Love                             | 2:40  |
| 6.  | The Little Fete                             | 2:57  |
| 7.  | Ying & Yang                                 | 5:48  |
| 8.  | Himalaya                                    | 10:54 |
| 9.  | Summit                                      | 4:32  |

## Opmerkingen
- De hoes is ontworpen door Vangelis zelf; hij is gefotografeerd tijdens het zwemmen.
- Tussen de albums Beaubourg en China werden Hypothesis en The Dragon uitgebracht. Deze zijn vanwege de chronologische volgorde van opnamen eerder in de reeks gezet.